# Покулис, Янис
Янис Покулис (латыш. Jānis Pokulis, 4 июня 1938, дер. Замбарова, Даугавпилсский уезд, Латвия — 26 ноября 2016) — ректор Даугавпилсского университета (1998—2002) годах.

## Биография
Окончил факультет естествознания Даугавпилсского педагогического института (ДПИ). После окончания института получил распределение учителем в Вилянскую среднюю школу.
После службы в Советской Армии был назначен директором Агробиологической станции ДПИ, которую возглавлял на протяжении 13 лет. В 1975 г. в Ленинграде защитил кандидатскую диссертацию.
С 1984 по 1993 гг. возглавлял кафедру ботаники и методики преподавания биологии. В 1992 г. он становится доктором педагогики в Латвии. С 1993 по 2003 г. — заведующий созданной им кафедрой трудового обучения.
В 1996—1998 гг. — председатель Сената Даугавпилсского университета (ДПУ). С 1997 г. — хабилитированный доктор педагогики.
В 1998—2002 гг. — ректор ДГУ. В его бытность ректором ДПУ стал Даугавпилсским университетом (2001). Изменение статуса подразумевало создание новых специальностей, программ
С 2000 по 2006 г. на общественных началах возглавлял Институт исследований Латгалии ДГУ.
В последние годы жизни преподавал на кафедре педагогики и педагогической психологии.
Эмеритированный профессор Даугавпилсского университета (2011).
26 ноября 2016 года скончался на 78 году жизни.